# شهرستان دالگوپول
شهرستان دالگوپول (به بلغاری: Dalgopol Municipality) یک شهرستان در بلغارستان است که در استان وارنا واقع شده‌است. شهرستان دالگوپول ۴۴۲ کیلومتر مربع مساحت و ۱۴٬۳۶۴ نفر جمعیت دارد.